# Wallacea
Wallacea je biogeografska oznaka za skupinu indonezijskih otoka koju od kontinentskih šelfova Azije i Australije odvajaju duboki morski tjesnaci. Obuhvaća otok Celebes, Molučke otoke i Male sundske otoke. 

## Vidjeti također
Wallaceova linija